# Dmitri Poljanski
Dmitri Andrejevitsj Poljanski (Russisch: Дмитрий Андреевич Полянский; Zjeleznogorsk, 19 november 1986) is een triatleet uit Rusland. Hij nam namens zijn vaderland deel aan de Olympische Spelen (2012) in Londen, waar hij eindigde op de 21ste plaats in de eindrangschikking met een tijd van 1:49.24. Vier jaar eerder deed hij eveneens mee aan de olympische triatlon. In Peking kwam hij niet verder dan de 22ste plaats (1:51.11) in het eindklassement. Zijn jongere broer Igor (1990) is ook actief als triatleet op het hoogste niveau.

## Palmares

### triatlon
- 2013: 9e WK olympische afstand - 2407 p
- 2015: 30e WK olympische afstand - 1232 p
- 2016: 21e WK olympische afstand - 1005 p